# 佐藤けい
佐藤 けい（さとう けい、1982年10月8日 - ）は、日本のフリーアナウンサー。元テレビ山口（tys）のアナウンサー。

## 経歴・人物
北海道紋別市出身。血液型はA型。日本大学法学部政治経済学科卒業後、2005年テレビ山口に入社。「まっすぐ」をモットーにしている。
入社半年となる同年10月にTBS系で放送された『オールスター赤面申告ハプニング大賞』に出演。動物園のリポートで、フクロウにフンを掛けられたハプニングVTRで初の全国放送出演を果たす。
2007年7月に行われた『明石家さんちゃんねる』専属女子アナオーディションに地方局所属ながら参加したが、最終選考面接まで残ったものの不合格となった（地方局所属がネック）。
2011年7月まで、山口県地上デジタル放送推進大使を務めていた。
2021年3月27日、『週末ちぐまや家族』内で同年3月31日にテレビ山口を退社することを発表。退社後の同年4月1日からは、芸能事務所には所属せず、山口県内を拠点にフリーアナウンサーとして活動している。

## 出演

### テレビ
- 週末ちぐまや家族 → ちぐまや家族plus（テレビ山口）
  - レギュラー（2005年4月 - 2021年3月）
  - 準レギュラー（2021年4月 - ）-「長州力が行く。」コーナーを中心に月1回から2回程度出演。
- mix（2025年5月 - 、テレビ山口）- 中継リポーター（不定期出演）
- スイングアドバイザー川﨑みよこ ゴルフ力の強化書（2023年10月 - 、山口ケーブルビジョン） [2][3]

### CM
- 光洋金属防蝕[4]